# Gabriel de Lantivy de Kerveno
Pour les autres membres de la famille, voir Famille de Lantivy.
Le comte Gabriel-Marie-Jean-Benoît de Lantivy de Kerveno (né le 24 mars 1792 au château du Bot à Quimerc'h et mort le 27 mai 1866 au Hohwald), est un militaire, administrateur et diplomate français.

## Biographie
Fils de Jacques Louis Alexandre de Lantivy, qui servit dans la chouannerie, et de Félicité Conen de Saint-Luc (fille de Gilles Conen de Saint-Luc et sœur de Victoire Conen de Saint-Luc et d'Athanase Conen de Saint-Luc), il devient page de Napoléon Ier, puis entre dans la carrière militaire et devient officier de chasseurs à cheval. Cependant, il doit quitter l'armée en 1812, ayant eu le pied droit amputé après avoir eu les pieds gelés au cours de la campagne de Russie.
Il entre alors dans l'administration, comme sous-préfet, successivement à Montmorillon de 1813 à 1819, à Châtillon-sur-Seine en 1822, à Chalon-sur-Saône en 1823, au Havre en 1823, puis préfet de la Corse de 1824 à 1828, où il fait notamment construire la préfecture (connue sous le nom de « palais Lantivy »), l'hôtel de ville d'Ajaccio, le théâtre San Gabriel. Il est également nommé maître des requêtes au Conseil d'État en 1826.
Le 3 mars 1828, il est nommé préfet des Basses-Alpes, avant d'être révoqué au mois de novembre de la même année pour raisons de santé, avant d'être réintégré comme préfet du Lot en avril 1830.
Il passe par la suite dans la diplomatie, ayant été nommé consul général à Jérusalem, à Brême en 1846, puis à Dublin en 1852.
Il épouse successivement Marie Lefebvre de La Faluère, Hedwige de Lancry de Pronleroy et Adèle Guiot de Lacour (fille de Nicolas Bernard Guiot de Lacour).

## Distinctions
- Officier de la Légion d'honneur